# SUPER CREW
SUPER CREW（スーパー・クルー）は、日本のプロレスラー養成所。

## 歴史
- 2004年10月、ディック東郷がプロレスの基礎体力と基礎知識を学習して技術面、精神論から科学的分析など最先端のプロレスラー養成所として設立。
- 2005年10月22日、新木場1stRINGで1期生のデビュー戦による第1回自主興行を開催。
- 2006年3月4日、新木場1stRINGで2期生のデビュー戦による第2回自主興行を開催。
- 12月1日、練習生の不足による金銭的経営難により、新木場1stRINGで3期生と4期生のデビュー戦による自主興行FINALを最後に解散。
- 12月、はやてが卒業生と練習生の活動支援組織「はやてレスリングプロダクション」を設立することを発表。

## 講師
- ディック東郷
- はやて

## 寮長
- 守部宣孝
- 井上治

## 生徒

### 1期生
- 佐々木大輔
- 佐藤悠己
- 久保佑允
- 小坂井寛
- 中里哲弥
- 深澤宏太
- 勝見尚宏
- 松本直己（デビュー戦は第2回自主興行）
- 日下武人（デビュー戦は第2回自主興行）

### 2期生
- 松永智充
- 清水裕介
- 草間雅良

### 3期生
- 佐藤智也
- 平原和幸
- 永利耕一
- 広瀬隆

### 4期生
- 櫻井大介